# امپراتوری استعماری فرانسه

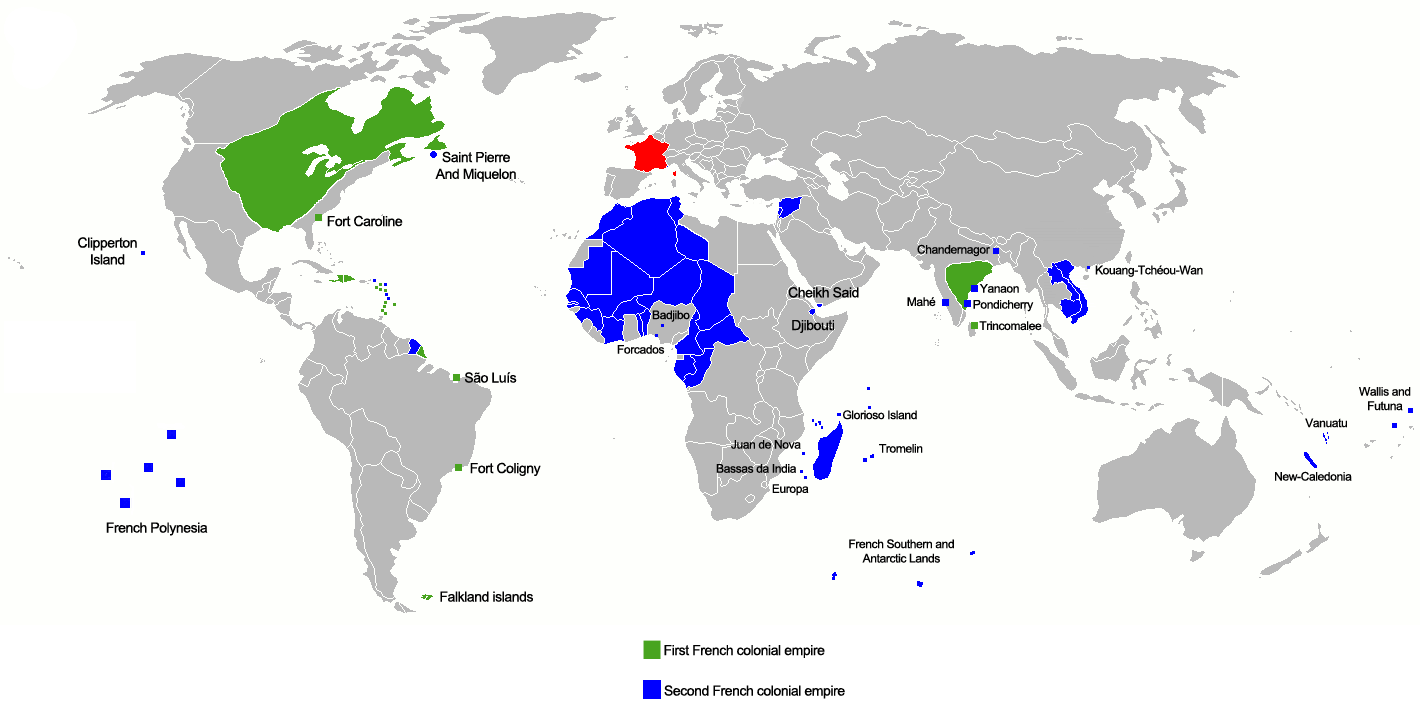
نقشه امپراتوری استعماری اول (سبز روشن) و دوم (آبی تیره و هاشورخورده) فرانسه

فرانسه از آغاز سدهٔ ۱۷ میلادی تا دهه ۱۹۶۰ دارای مستعمراتی به اشکال گوناگون بود.
در سده‌های ۱۹ و ۲۰ امپراتوری جهانی فرانسه دومین امپراتوری بزرگ پس از بریتانیا بود. در دوره اوج خود، در میان سال‌های ۱۹۱۹ و ۱۹۳۹ امپراتوری دوم استعماری فرانسه بیش از ۱۲٬۳۴۷٬۰۰۰ کیلومتر مربع را دربر می‌گرفت. با در شمار آوردن فرانسهٔ اروپایی (metropolitan France) کل مساحت سرزمین‌های تحت چیرگی فرانسه در دهه‌های ۱۹۲۰ و ۱۹۳۰ به ۱۲٬۸۹۸٬۰۰۰ کیلومتر مربع یعنی ۸٫۶ درصد مساحت جهان رسید.
امروزه چیزی که از آن امپراتوری بزرگ بجا مانده متشکل از صدها جزیره و شبه جزیره در اقیانوس اطلس شمالی، دریای کارائیب، اقیانوس هند، اقیانوس آرام جنوبی و شمالی و اقیانوس یخ‌بسته جنوبی به اضافه یک سرزمین در آمریکای جنوبی است. پهناوری کل این مناطق بجا مانده، ۱۲۳٬۱۵۰ کیلومتر مربع یعنی یک درصد مساحت مناطق استعماری فرانسه پیش از سال ۱۹۳۹ است. در سال ۲۰۰۶ جمعیت کل اهالی ساکن در مناطق استعماری بجا مانده برای فرانسه ۲٬۵۴۳٬۰۰۰ بوده‌است. همهٔ این اهالی دارای نماینده‌های خود در سطح ملی در فرانسه هستند و خودمختاری‌های قانونی نیز در درجه‌های مختلف به آنها اعطاء شده‌است.
آن زمان این کشور جمعیت نسبتاً کمی داشت  و تجارت کمی بود که ناشی از تأکید بیشتر بر تجارت خز نسبت به سکونتگاه های کشاورزی بود. به دلیل این تأکید، فرانسوی ها به شدت بر ایجاد تماس های دوستانه با جامعه محلی ملل تکیه کردند. و تنها با تکیه بر مردم بومی برای تهیه خز در پست های تجاری، فرانسوی ها مجموعه پیچیده ای از ارتباطات نظامی، تجاری و دیپلماتیک را تشکیل دادند. اینها به طولانی ترین اتحاد بین آن کشور و جامعه ملل تبدیل شدند.
بر خلاف سایر نقاط اروپا، این منطقه سطوح نسبتاً پایینی از مهاجرت به مکان های دیگر را تجربه کرد. این منطقه عموماً نزدیک به کندترین رشد طبیعی جمعیت در اروپا را داشت و فشار مهاجرت از این رو بسیار کم بود 
در پایان جنگ جهانی دوم و بعد از سال ۱۹۴۵ جنبش‌های ضد استعماری تفوق اروپایی را به چالش کشید. در ۲۷ اکتبر ۱۹۴۶ قانون اساسی فرانسه جمهوری چهارم فرانسه) اتحادیه فرانسوی را بنا نهاد که تا سال ۱۹۵۸دوام آورد.بعد از مدتی مستعمرات تحت کنترل کمتر شد و به بعضی از آنها، مجامع محلی تنها با قدرت و بودجه محلی محدود داده شد. بعد از مدتی گروهی از افراد آمدند که بومی مناطق ماوراء بحر بودند اما در کلان‌شهر فرانسه زندگی می‌کردند.

## قاره آمریکا

### آمریکای شمالی
- کانادا (بیشتر بخش خاوری و میانی کانادا) -- امپراتوری استعماری یکم
- سن-پیر و میکوئلون—یکم، دوم و حال حاضر
- ایالات متحده (کل حوضه آبریز رود می‌سی‌سی‌پی و رودخانه‌های رود میزوری، دریاچه‌های بزرگ) -- یکم

### کارائیب

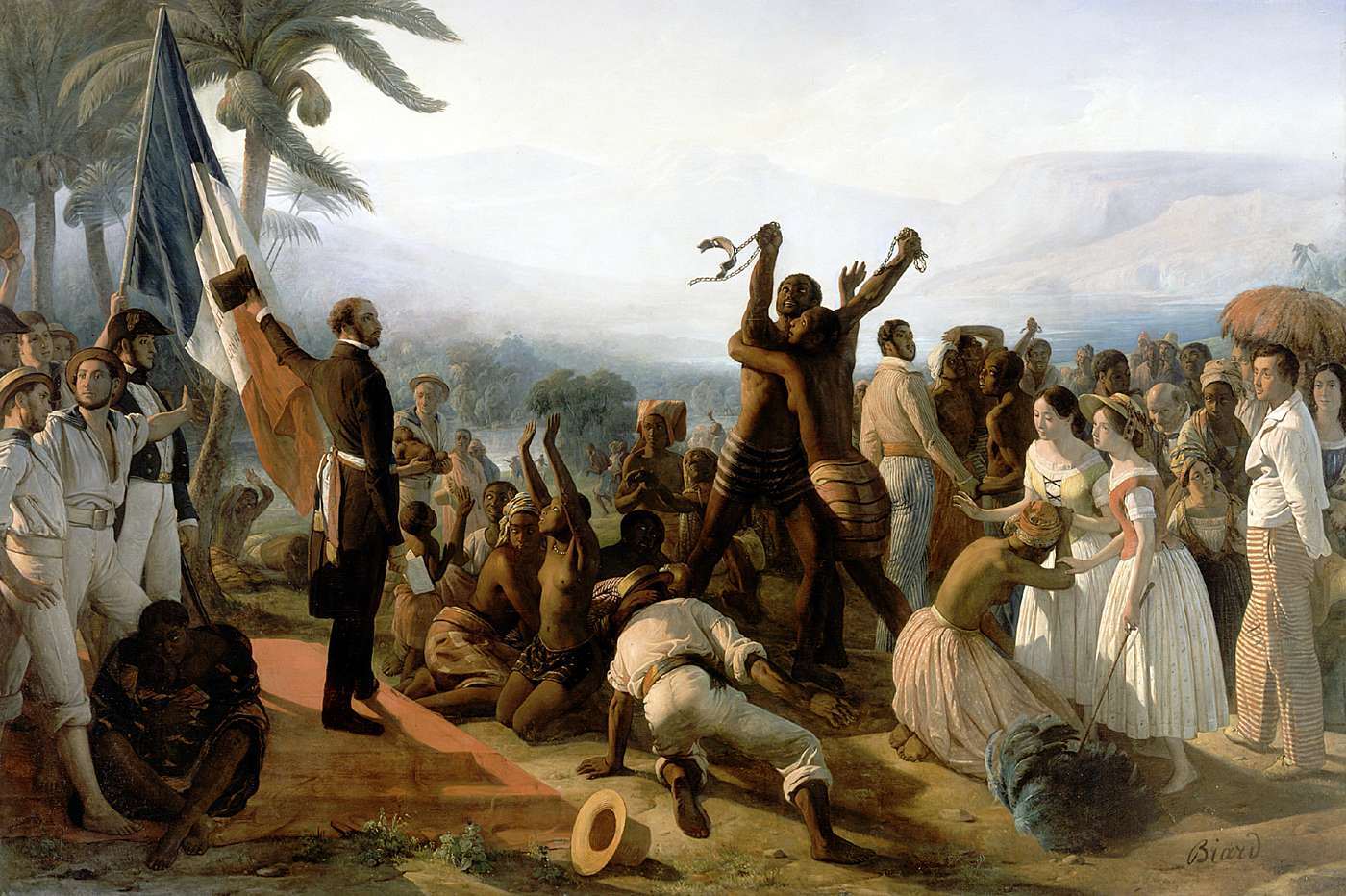
اعلامیه لغو بردگی در مستعمرات فرانسه، مرتبط با تاریخ استعمارگری فرانسه. موضوع اثر لغو قانون برده‌داری در کلیه مستعمرات امپراتوری فرانسه بود. این اثر اکنون در کاخ ورسای نگهداری می‌شود.

### آمریکای جنوبی
- برزیل (ریو دو ژانیرو به مدت کوتاه، و سائو لویس به مدت کوتاه) -- یکم

(به جنوبگان فرانسه و فرانسه استوایی نیز رجوع نمائید)
- گویان فرانسه—یکم، دوم و حال حاضر

## آفریقا

### آفریقای شمالی
- مراکش (۸۹٪ مراکش) -- دوم
- الجزایر—دوم
- تونس—دوم

### آفریقای باختری
- بنین (به عنوان داهومی) -- دوم
- بورکینا فاسو (به عنوان ولتای علیا)-- دوم
- ساحل عاج—دوم
- گینه—دوم
- مالی (به عنوان سودان فرانسه) -- دوم
- موریتانی—دوم
- نیجر—دوم
- سنگال—یکم، دوم
- توگو—دوم

### آفریقای استوایی
- کامرون (۹۱٪ کامرون) -- دوم
- جمهوری آفریقای مرکزی—دوم
- چاد—دوم
- گابون—دوم
- جمهوری کنگو (کنگو-برازاویل) -- دوم

## آسیا
- مستعمرات امپراتوری فرانسه در هند-- اول
- ویتنام-- دوم
- لائوس-- دوم
- کامبوج-- دوم